# Pygeum anomalum
Pygeum anomalum är en rosväxtart som beskrevs av Emil Bernhard Koehne. Pygeum anomalum ingår i släktet Pygeum och familjen rosväxter. Inga underarter finns listade i Catalogue of Life.